# Bos primigenius
El uro (Bos primigenius) fue una especie de mamífero artiodáctilo de la familia Bovidae que constituye los ancestros salvajes de las vacas y toros domésticos (Bos taurus) y los cebúes (Bos indicus), hoy considerados especies separadas. Constaba de tres subespecies: el uro euroasiático (Bos primigenius primigenius), el uro africano (Bos primigenius africanus) y el uro indio (Bos primigenius namadicus), todos extintos. Su último registro fue en 1627 en Polonia.

## Descripción

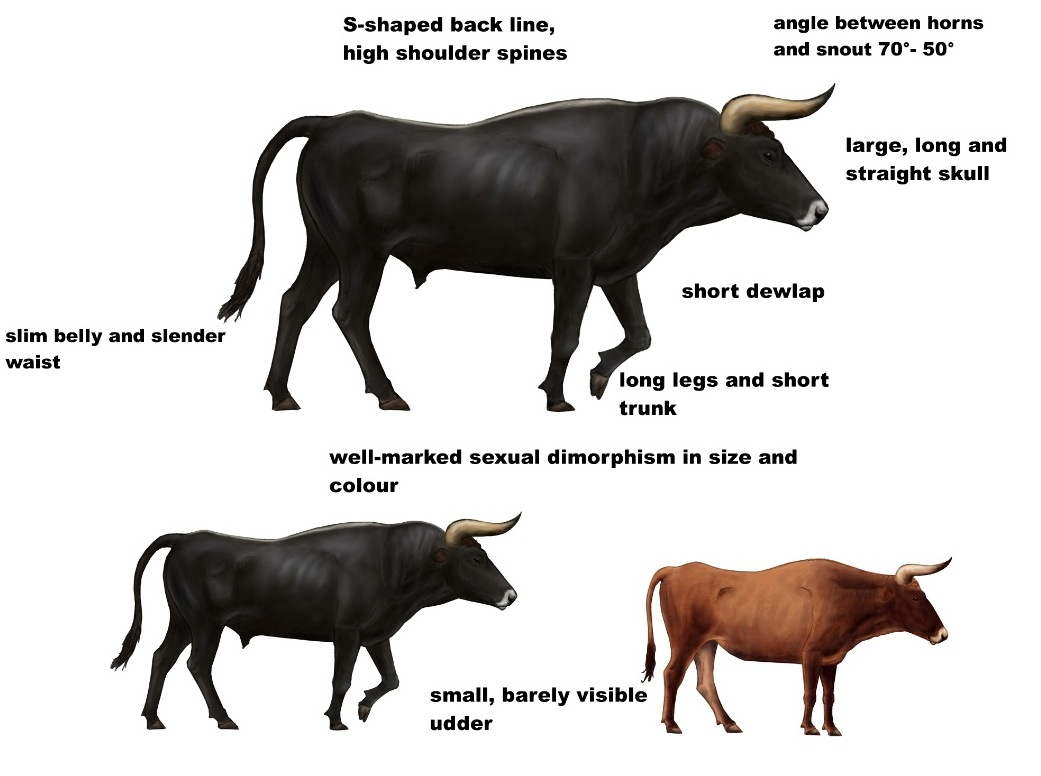
Apariencia del extinto uro salvaje

Las subespecies salvajes eran animales de talla grande; llegaban a alcanzar los 1.80 metros de altura a la cruz. Las subespecies domésticas eran de talla menor, pero algunas razas llegaban a tener peso considerable debido a la selección artificial por parte del ser humano. Se ha podido reconstruir su apariencia a partir de esqueletos que se han encontrado, así como de descripciones históricas o representaciones de las distintas épocas, como las pinturas rupestres, grabados o la ilustración que realiza Sigismund von Herberstein. El uro ha sido representado en las paredes de las cuevas prehistóricas y fue descrito en el capítulo 28 del libro 6 de La Guerra de las Galias de Julio César.

### Tamaño
Los uros eran uno de los mayores herbívoros de la Europa postglacial, comparables al bisonte europeo. El tamaño de los uros parece haber variado según la región; en Europa, las poblaciones del norte eran más grandes en promedio que las del sur. Por ejemplo, durante el Holoceno, los uros de Dinamarca y Alemania tenían una altura media a la altura de los hombros de 155-180 cm en los toros y de 135-155 cm en las vacas, mientras que las poblaciones de uros de Hungría tenían toros que alcanzaban los 155-160 cm. La masa corporal de los uros parece haber mostrado cierta variabilidad. Algunos individuos eran comparables en peso al bisonte europeo y al banteng, alcanzando alrededor de 700 kg (1.540 lb), mientras que los del Pleistoceno medio tardío se estima que pesaban hasta 1.500 kg (3.310 lb), tanto como el gaur más grande (el bovino más grande existente) El dimorfismo sexual entre toros y vacas se expresaba fuertemente, siendo las vacas significativamente más bajas que los toros en promedio.

## Relación con el ser humano

### Domesticación

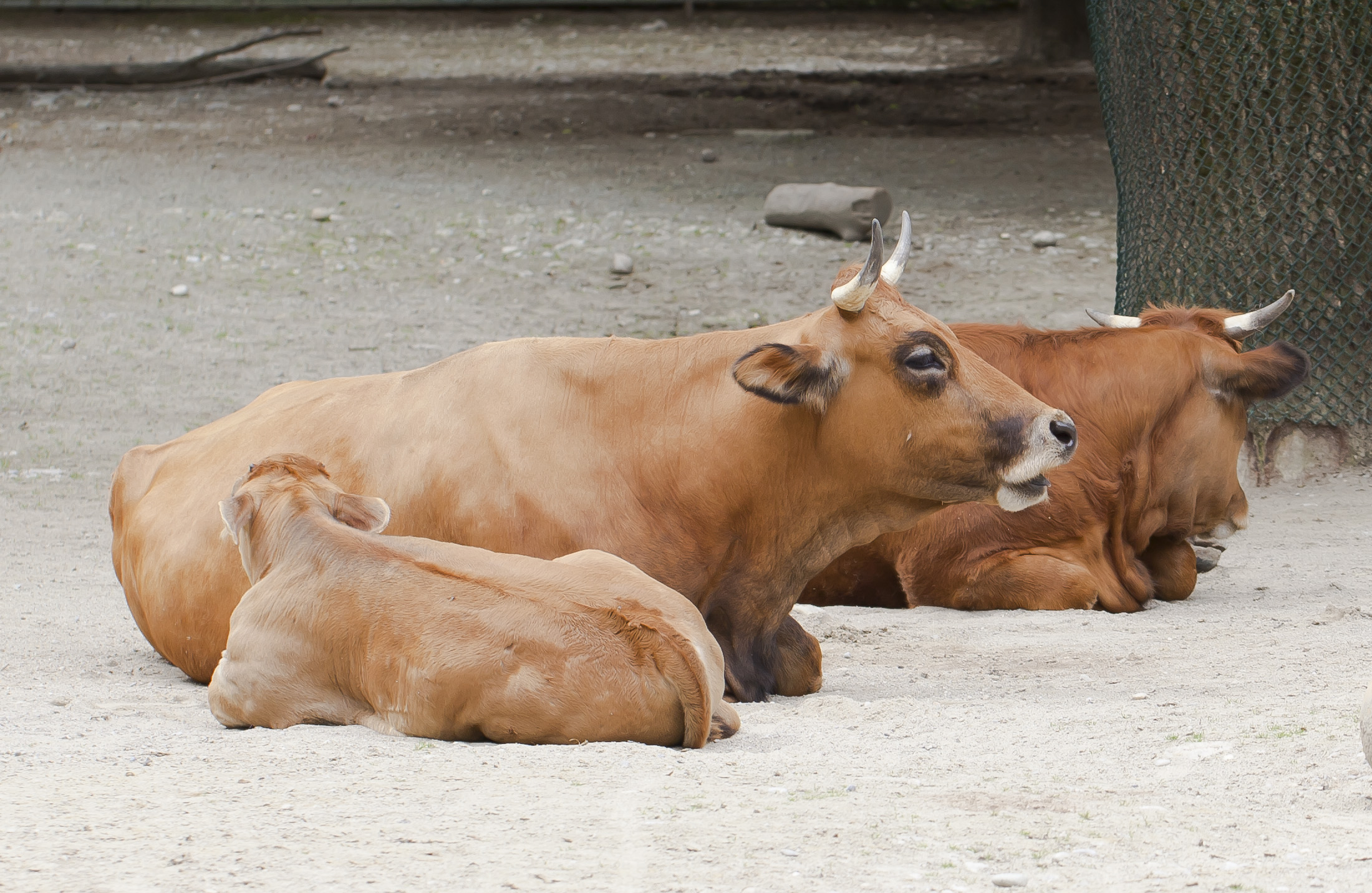
Vacas domésticas

Desde tiempos antiguos el ser humano utilizó esta especie por su carne, cuero y leche, primero mediante la caza y más tarde mediante la cría doméstica. Los uros fueron domesticados en la India. Los cebúes indios, aunque fueron domesticados hace entre ocho y diez mil años, están emparentados con los uros indios (B. p. namadicus), que divergieron de los de Oriente Próximo hace unos 200.000 años. Se cree que los grupos de Oriente Próximo (B. p. primigenius) y de África (B. p. africanus) se separaron hace unos 25.000 años, probablemente 15.000 años antes de la domesticación.

### Extinción
En la época de Heródoto (siglo V a. C.), los uros habían desaparecido del sur de Grecia, pero seguían siendo comunes en la zona al norte y al este del río Equidoro, cerca de la actual Tesalónica. Los últimos informes sobre la especie en el extremo sur de los Balcanes datan del siglo I a. C., cuando Varro informó de que en Dardania (sur de Serbia) y Tracia vivían feroces bueyes salvajes.
En el siglo XIII d. C., el área de distribución de los uros se limitaba a Polonia, Lituania, Moldavia, Transilvania y Prusia oriental. Los datos arqueológicos indican que sobrevivieron en Bulgaria, en el noreste del país y en los alrededores de Sofía, hasta el siglo XVI - XVII, en el noroeste de Transilvania hasta el siglo XIV - XVI d. C. y en la Moldavia rumana hasta probablemente principios del siglo XVII d. C., casi al mismo tiempo que en Polonia En Polonia, el derecho a cazar grandes animales en cualquier terreno estaba restringido primero a los nobles, y luego, gradualmente, sólo a las casas reales. Cuando la población de uros disminuyó, la caza cesó por completo. La familia real polaca recurría a los guardas de caza para que proporcionaran campos abiertos para el pastoreo de los uros, eximiéndolos de los impuestos locales a cambio de su servicio. La caza furtiva de uros se convirtió en un delito castigado con la muerte.
Según una encuesta real polaca de 1564, los guardas de caza conocían 38 animales. El último uro vivo del que se tiene constancia, una hembra, murió en 1627 en el bosque de Jaktorów (Polonia) por causas naturales. Las causas de la extinción fueron la caza sin restricciones, el estrechamiento del hábitat debido al desarrollo de la agricultura y las enfermedades transmitidas por el ganado doméstico.
El asteroide (6043) Aurochs fue nombrado en honor de esta especie zoológica.

## Subespecies

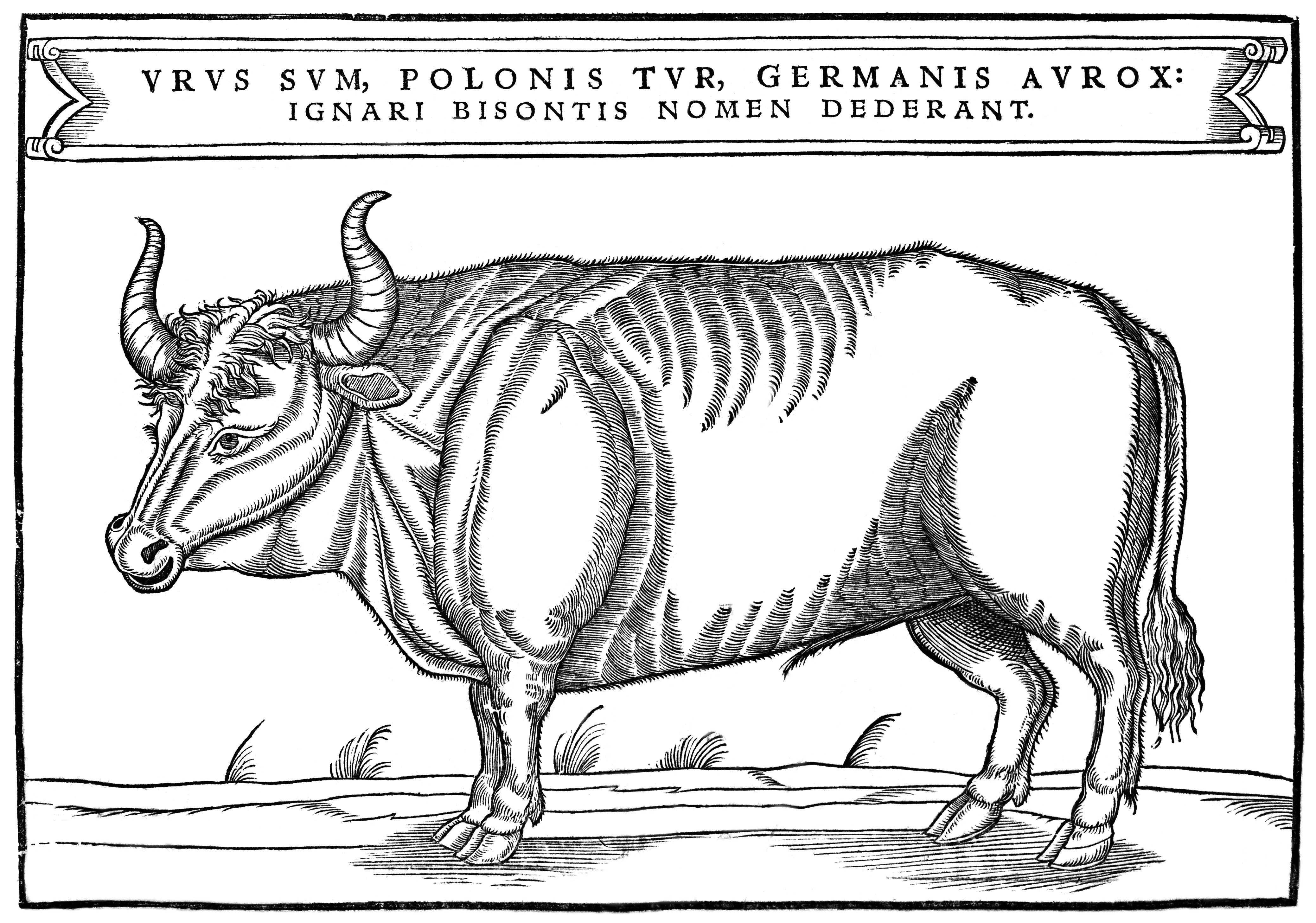
«Soy 'urus', tur en polaco, aurox en alemán; los ignorantes me llaman bisonte». lustración del tratado de Sigismund von Herberstein de 1556

Solía confundírsele con el bisonte, y se reconocen tres subespecies salvajes:
- Bos primigenius primigenius, el uro euroasiático (que incluye al uro europeo y al uro de oriente medio).
- Bos primigenius africanus (= B. p. mauretanicus), el uro africano.
- Bos primigenius namadicus, el uro indio.

Cada una de las subespecies mencionadas, dio origen a las distintas razas de ganado doméstico que conocemos hoy en día:
- Bos primigenius primigenius:
  - 1. Uro europeo (haplotipo mitocondrial "P", haplotipo sexual masculino "Y1"): no se tiene certeza de una raza bovina que descienda directamente de esta subespecie, sin embargo, se sabe de cierto aporte genético por parte de estos animales al ganado doméstico europeo actual.
  - 2. Uro del medio oriente (haplotipo mitocondrial "T", haplotipo sexual masculino "Y2"): dio origen al ganado doméstico europeo actual (Bos primigenius taurus).
- Bos primigenius africanus: dio origen a las razas africanas.
- Bos primigenius namadicus: dio origen a las razas índicas (cebúes) (Bos primigenius indicus).